# Princeton (New Jersey)
Princeton egy városi önkormányzati formával rendelkező település Mercer megyében, az Amerikai Egyesült Államokban, New Jersey államban. 2013. január 1-jén hozták létre Princeton városrész és Princeton Township konszolidációja révén, amelyek mára mindketten megszűntek. A 2020-as egyesült államokbeli népszámláláskor a városrész lakossága 30 681 fő volt, ami 2109 fős (+7,4%-os) növekedést jelent a 2010-es népszámlálás összesített számához képest, amely 28 572 fő volt. A 2000-es népszámláláskor a két közösségnek összesen 30 230 lakosa volt, 14 203 lakossal a városrészben és 16 027 lakossal a településen.
Princetont az amerikai függetlenségi háború előtt alapították. A városrész a Princeton Egyetem otthona, amely a nevét viseli, és 1756-ban költözött a közösséghez az oktatási intézmény korábbi Newark-i helyéről. Bár elsősorban az egyetemmel való kapcsolata teszi Princetont főiskolai várossá, a környék további fontos intézményei közé tartozik az Institute for Advanced Study, a Princeton Plasma Physics Laboratory, a Princetoni Teológiai Szeminárium, az Opinion Research Corporation, a Bristol-Myers Squibb, a Siemens Corporate Research, SRI International, FMC Corporation, Robert Wood Johnson Foundation, Amrep, Church and Dwight, Berlitz International és Dow Jones & Company.
Princeton nagyjából egyenlő távolságra van New Yorktól és Philadelphiától. Közel van számos főbb autópályához, amelyek mindkét várost kiszolgálják (pl. Interstate 95 és U.S. Route 1), és mindegyikről fogadja a főbb televíziós és rádiós adásokat. Trenton, New Jersey fővárosa, New Brunswick és Edison is közel van.
A New Jersey-i kormányzó hivatalos rezidenciája Princetonban van 1945 óta, amikor is Morven az akkori Princeton Borough-ban lett az első kormányzói kastély. 1982-ben felváltotta a nagyobb Drumthwacket, egy gyarmati kúria az egykori településen, de valójában nem mindenki lakott ezekben a házakban. Morven a New Jersey Historical Society múzeumi tulajdona lett.
A Money magazin 2005-ben Princetont a 15. helyre sorolta a 100 legjobban lakott város közül az Egyesült Államokban.
Története nagy részében a közösség két különálló településből állt: egy településből és egy városrészből. A központi városrészt teljesen körülvette a település. A városrész 1894-ben vált ki a településről az iskolai adók körüli vitában; a két önkormányzat később megalakította a Princeton Public Schools-t, és néhány más közszolgáltatást is közösen végeztek, mielőtt 2013 januárjában újra egyesítették volna őket egyetlen Princetonban. A Princeton Borough magában foglalta a Nassau utcát, a fő kereskedelmi utcát, az egyetemi kampusz nagy részét és a legtöbbet. a városi terület a háború utáni szuburbanizációig. A városrész és a község nagyjából egyenlő lélekszámú volt.

## Népesség
| Lakosok száma | 12 307 | 31 249 | 30 681 |
|               | 2010   | 2016   | 2020   |